# Декрес, Дени
Герцог Дени Декре́с (фр. Denis Decrès; 18 июня 1761, Шатовиллен — 7 декабря 1820, Париж) — французский военно-морской и политический деятель периода Консульства и Первой империи, морской министр, генеральный инспектор берегов Средиземного моря (с 1 февраля 1805 года по 1 апреля 1814 года).

## Биография
На службу в военно-морской флот поступил 17 апреля 1779 года и уже в 1780 году стал гардемарином. В начале 1780-х годов служил на борту фрегата «Ричмонд» под командованием графа де Грасса и успешно сражался против англичан во множестве сражений в Карибском море, в том числе отличившись при островах Всех Святых в 1782 году. 25 марта 1786 года получил звание лейтенанта флота. Пользовался большим доверием маршала Кастри, бывшего в 1785 году морским министром, и исполнил несколько его важных поручений.
Вернулся во Францию в 1789 году, вскоре после начала Великой Французской революции, и почти сразу же был отправлен на службу во Французскую Индию, где боролся с маратхскими пиратами. Дослужившись до капитана, в январе 1793 года был отправлен в Европу с донесением о состоянии Иль-де-Франса, был арестован, но скоро получил свободу.
До 1795 года жил в уединении, затем вновь был принят на службу в прежнем звании и на борту корабля Formidable должен был участвовать в экспедиции в Ирландию, которая в итоге провалилась. После этого до начала французской экспедиции в Египет фактически бездействовал.
В 1798 году был произведён в контр-адмиралы. В сражении при Абукире Декрес командовал с борта корабля «Вильгельм Телль» обсервационной эскадрой; прославился руководством сопротивления при осаде Мальты в 1798 году, несмотря на то, что в конце концов был вынужден сдаться англичанам.
По возвращении во Францию был 1801 году назначен Наполеоном морским министром и командующим эскадрой в Рошфоре. Несмотря на то, что в это время были значительно увеличены морские силы Франции, спущены на воду 93 линейных корабля и 63 фрегата, проведены масштабные работы в Шербургском порте, построены антверпенские верфи и арсенал и так далее, его управление вызвало немало упрёков, поводом к которым стали поражения в нескольких морских сражениях, неудачи разных экспедиций.
После падения Наполеона Декрес 3 апреля 1814 года оставил пост министра и сначала ушёл в частную жизнь, но снова занял свой пост во время Ста дней в 1815 году; после второго отречения императора окончательно оставил политику.
Погиб в результате пожара, устроенного его слугой, желавшим ограбить Декреса. Похоронен на кладбище Пер-Лашез.